# Нежинский район
Не́жинский райо́н (укр. Ніжинський район) — административная единица на юге центральной части Черниговской области Украины. Административный центр — город Нежин.

## География
Площадь 7219 км².

## История
Район образован в 1923 году в УССР в результате упразднения Нежинского уезда Черниговской губернии.
21 января 1959 года к Нежинскому району была присоединена часть территории упразднённого Комаровского района.
17 июля 2020 года в результате административно-территориальной реформы район был укрупнён, в его состав вошли территории:
- Нежинского района,
- Бахмачского района,
- Бобровицкого района,
- Борзнянского района,
- Носовского района,
- а также города областного значения Нежин.

## Население
Численность населения района в укрупнённых границах — 228,7 тыс. человек.
Численность населения района в границах до 17 июля 2020 года по состоянию на 1 января 2020 года — 25 716 человек, из них городского населения — 3 706 человек (пгт Лосиновка), сельского — 22 010 человек.

## Административное устройство
Район в укрупнённых границах с 17 июля 2020 года делится на 17 территориальных общин (громад), в том числе 6 городских, 2 поселковые и 9 сельских общин (в скобках — их административные центры):
- Городские:
  - Нежинская городская община (город Нежин),
  - Батуринская городская община (город Батурин),
  - Бахмачская городская община (город Бахмач),
  - Бобровицкая городская община (город Бобровица),
  - Борзнянская городская община (город Борзна),
  - Носовская городская община (город Носовка);
- Поселковые:
  - Дмитровская поселковая община (пгт Дмитровка),
  - Лосиновская поселковая община (пгт Лосиновка);
- Сельские:
  - Вертиевская сельская община (село Вертиевка),
  - Высочанская сельская община (село Высокое),
  - Комаровская сельская община (село Комаровка),
  - Крутовская сельская община (село Круты),
  - Макеевская сельская община (село Макеевка),
  - Мринская сельская община (село Мрин),
  - Новобасанская сельская община (село Новая Басань),
  - Плисковская сельская община (село Плиски),
  - Талалаевская сельская община (село Талалаевка).

## Известные уроженцы
- Мазный Юрий Макарович (1907—1982) гвардии полковник, Герой Советского Союза. Командир 120 ГСП 39-й ГСД. Родился 23.03.1907 в с. Великая Кошелевка.[9]

## Исчезнувшие населённые пункты
- Медынщина